# Vârful Goru, Munții Vrancei
Vârful Goru, Munții Vrancei este, la cei 1.785 metri ai săi, vârful cel mai înalt din Munții Vrancei.
Cel mai apropiat oraș este Focșani.